# Врховна команда ратног ваздухоплоства Вермахта
Врховна команда ратног ваздухопловства (нем.Oberkommando der Luftwaffe, OKL) је била орган који је управљао ваздушним снагама Нацистичке Немачке познатијим под називом Луфтвафе.

## Историја
Луфтвафе је организован у велику и разноврсну структуру на челу са министром у влади (нем. Reichsminister) и главногомандујућим ратног ваздухопловства (Луфтвафеа) (нем. Oberbefehlshaber der Luftwaffe) Херманом Герингом. Геринг је кроз Рајх министарство авијације (нем. Reichsluftfahrtministerium) контролисао све аспекте авијације у Немачкој, укључујући цивилно и ратно ваздухопловство. Организација ове организације датира од мирнодопског периода пре Шпанског грађанског рата.
Ране 1937. Геринг је најавио реорганизацију Рајх министарства авијације у војну и цивилну браншу. Војна бранша би требало бити вођена од стране Врховне команде ратног ваздухопловства (нем. Oberkommando der Luftwaffe, ОКЛ). Шеф би био вођа генералштаба. Међутим одвајање војног од цивилног ваздухопловства није било комплетно већ половично. Неки делови војне бранше су остали под контролом Ваздушног инспектора генерал фелдмаршала Ерхарда Милха. Ти делови су били:
- Централна бранша
- Генерални ваздухопловна канцеларија
- сви Инспекторати[2]

Разлози за ове формације су примарно за поткопавање Милха, који је добијао повољну пажњу нацистичке партије. Међутим, касније током године и ране следеће године, Геринг је поново променио организациону структуру, уклањајући три канцеларије које су биле под Милховом контролом и контролом генералштаба, већ их је довео под своју директну контролу. Ти делови су били:
- Лични уред под командом Генерал-мајора Роберт Ритер вон Грајм
- Ваздушна одбрана под командом Генерал артиљерије Гунтер Рудела
- Технички уред под командом Генерал-мајора Ернст Удет

Ове промене су уз помоћ ове три канцеларије допринеле додатној моћи централном Рајх министарству што је даље уситнило највиши слој организације Луфтвафеа. Ове промене су услед тог уситњавања такође ослабиле општу функционалност Луфтвафеа као целине.

## Организација
Да би се припремио за предстојећи рат у Европи, Луфтвафеу је била потребна врховна команда еквивалентна оној коју је имала копнена војска (нем. Oberkommando des Heeres, OKH) или морнарице (нем. Oberkommando der Marine, OKM). Тако је 5. фебруара 1935. формирана врховна команда ратног ваздухопловства (нем. Oberkommando Der Luftwaffe, OKL). Онда у 1939. Луфтвафе је још једном реорганизован. Заслуге за формирање праве врховне команде ратног ваздухопловства су припале Генералу авијације Гунтеру Кортену команданту 1. Ваздухопловне флоте (нем. Luftflotte 1) и његовом шефу за операције авијацијском генералу Карлу Колеру. Они су обојица водили кампању да смање Герингов утицај и генерално утицај Рајх министарства. Намера је била да се Луфтвафе доведе у потпуни ратни потенцијал груписањем најбитнијих војних делова Рајх министарства ваздухопловства у јединствену командну структуру.
То је укључивало следеће гране:
- Генералштаб
- Оперативни штаб
- Инспекторат за оружије
- Подофицирска бранша
- Сигнална служба[1]

Друге области као што су тренинг, администрација, цивилна одбрана и технички дизајн су остали под контролом Рајх министарства. Нова организација се показала ефикаснијом и трајала је до краја рата.
Врховна команда ратног ваздухопловства је као и врховне команде копнене војске и морнарице била подређена Врховној команди Вермахта (нем. Oberkommando der Wehrmacht, OKW). Врховна команда Вермахта је одговарала Хитлеру за оперативну команду све три гране оружаних снага (Вермахта). Врховна команда ратног ваздухопловства је била подељена у предњи Ешалон (нем. 1. Staffel) и позадински Ешалон (нем. 2. Staffel). Предњи Ешалон се покретао заједно са ратним операцијама, док је позадински Ешалон остајао скоро искључиво у Берлину.
Врховна команда ратног ваздухопловства је такође била оперативна грана Луфтвафеа. У вишим нивоима је била оперативно подељена у ваздушне флоте. У почетку је била подељена у четири ваздушне флоте (нем. Luftflotte), које су биле формиране географски. Три додатне ваздушне флоте су додате касније када се немачка територија ширила. Свака ваздушна флота је била самозадовољавајућа целина. Командант сваке од појединачних ваздушних флота је био задужен за опште ваздушне операције и помоћне активности. Међутим вођа ловаца (нем. Jagdfliegerführer) је био главни за све борбене операција ловаца и извештавао је команданта ваздушне флоте.
Свака ваздушна флота је даље била подељена у ваздушне дистрикте (нем. Luftgaue) и летачке корпусе (нем. Fliegerkorps). Сваки ваздушни корпус је имао 50 до 150 официра, предвођених Генерал-мајором. Био је одговоран за обезбеђивање административне и логистичке структуре као и ресурсе за сваки аеродром. Ваздушни корпус са друге стране је био одговоран за оперативне ствари везане за летење и расподелу јединица, контролу лета, навигацију и одржавање.
Ова структура је омогућавала структуру земаљеске подршке доступну летачким јединицама, летачке јединице су биле ослобођене од премештања помоћног особља са једне локације на другу док се јединица кретала. Једном када би јединица стигла на своју нову локацију, сво аеродромско особље би дошло под команду те јединице.

### Шефови ОКЛ и врховни команданти Луфтвафеа
- Рајхсмаршал Херман Геринг, од 1. марта 1935. до 24. априла 1945.
- Генерал-фелдмаршал Роберт фон Грајм, од 24. априла 1945 до 8. маја 1945.

### Команданти ОКЛ генералштаба
- Генерал авијације Валтер Вевер, од 1. март 1935. до 3. јуна 1936.
- Генерал авијације Алберт Кеселринг, од 5. јуна 1936. до 31. маја 1937.
- Генерал авијације Ханс-Јурген Штумф, од 1. јуна 1937. до 31. јануара 1939.
- Генерал-пуковник Ханс Јашонек, од 1. фебруара 1939. до 18. августа 1943.
- Генерал авијације Гунтер Кортен, од 25. августа 1943. до 22. јула 1944.
- Генерал авијације Вернер Крејпе, од 2. августа 1944. до 28. октобра 1944.
- Генерал авијације Карл Колер, од 12. новембра 1944. до 8. маја 19445.